# 쿠라치 레오
쿠라치 레오(일본어: 倉知 玲鳳 구라치 레오[*],1997년 5월22일~)는 일본의 여성 성우이다.

## 인물
어린 시절에는 피아노와 일렉톤, 초등학교부터 고등학교까지 치어댄스를 배웠다.
학창시절부터 아이돌과 애니메이션을 좋아했고, 동경하는 인물은 오구라 유이.
미디어 믹스 작품 BanG_Dream!에서는 걸즈 밴드 'RAISE A SUILEN의 키보드로도 활동하고 있으며, 극중 동밴드에서 키보드를 담당하는 팔레오 역으로 TV애니메이션 첫 출연이 되었다.
작은 곰인형의 '쿠마치'가 반려동물로 GPS 열쇠고리를 달고 관리할 정도로 애지중지하고 있다.RAISE A SUILEN의 라디오 「RADIO R·I·O·T」 분장실 뒷토크에 등장하는 것도(그리고 방목 이좌에게 괴롭힘을 당한다).스태프로부터 라디오 출연료로 연어를 받고 있다.쿠마치와 RAISE A 수일렌의 베이스 보컬 레이첼이 미국에서 데려온 컬러풀한 쥐 '첼치'와 친구다.